# مورچه‌گیرک نوک‌باریک
مورچه‌گیرک نوک‌باریک (نام علمی: Formicivora iheringi) نام یک گونه از سرده مورچه‌اوبارها است.